# Anatoliy Kuryan
Anatoliy Kuryan (né le 11 février 1942) est un ancien athlète soviétique, spécialiste des courses de demi-fond. 

## Biographie
Il remporte la médaille d'argent du 3 000 m steeple lors des championnats d'Europe 1966 à Budapest, en établissant la meilleure performance de sa carrière en 8 min 28 s 0. Il remporte la coupe d'Europe des nations 1967 à Kiev.

### Palmarès
| Date | Compétition                | Lieu     | Résultat | Épreuve         | Performance  |
| ---- | -------------------------- | -------- | -------- | --------------- | ------------ |
| 1966 | Championnats d'Europe      | Budapest | 2e       | 3 000 m steeple | 8 min 28 s 0 |
| 1967 | Coupe d'Europe des nations | Kiev     | 1er      | 3 000 m steeple | 8 min 38 s 8 |

### Records
| Épreuve         | Performance  | Lieu     | Date             |
| --------------- | ------------ | -------- | ---------------- |
| 3 000 m steeple | 8 min 28 s 0 | Budapest | 3 septembre 1966 |